# 马特·斯威克
马特·斯威克（英語：Matt Swick，1978年9月1日—），加拿大男子赛艇运动员。他曾代表加拿大参加世界赛艇锦标赛，获得一枚金牌。他也参加了2000年夏季奥林匹克运动会。